# La Serreta (el Montmell)
La Serreta és una muntanya de 463 metres que es troba al municipi del Montmell, a la comarca del Baix Penedès.